# 仙台空港臨空公園
仙台空港臨空公園（せんだいくうこうりんくうこうえん）は、宮城県岩沼市にある都市公園。

## 概要
仙台空港西側（滑走路09方面）南に隣接する公園で、飛行機の離着陸を間近で見ることが出来る。園内は「展望ひろば」「芝生ひろば」「遊戯ひろば」の3つのエリアに分かれ、土日や祝日を中心に多くの親子連れでにぎわう。休日には、軽食や玩具（ボールやシャボン玉等）を販売する出店も見られる。
仙台空港周辺の街づくりの一環として、宮城県が整備。兵庫県伊丹市より、1912年に日本からアメリカに渡った桜の子孫樹が寄贈、植樹されており、公園の1つのシンボルとなっている。

## 沿革
- 2012年（平成24年）
  - 3月17日 - 伊丹市・岩沼市・名取市・アメリカ総領事館等による、日米友好の桜の復興祈念植樹を実施[2][4]。
  - 4月29日 - 開園。
- 2015年（平成27年）
  - 5月11日 - 近接する工業団地の造成工事に伴い、休園[5]。ただし、8月末までの期間に限り、日曜日のみ解放した。
  - 8月31日 - 完全休園。
- 2016年（平成28年）
  - 4月19日 - 再開園[6]。

## ギャラリー

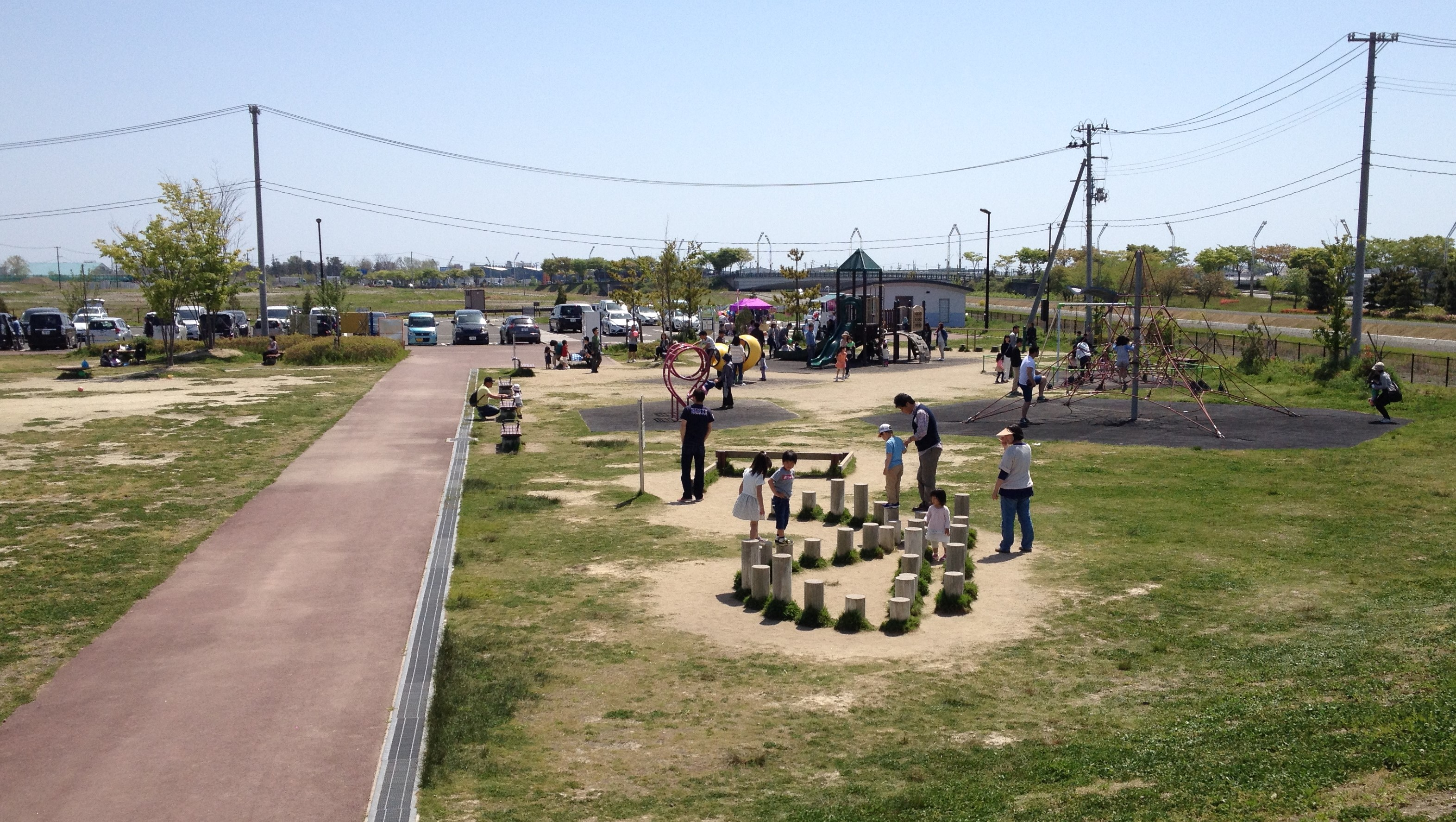
遊戯ひろば
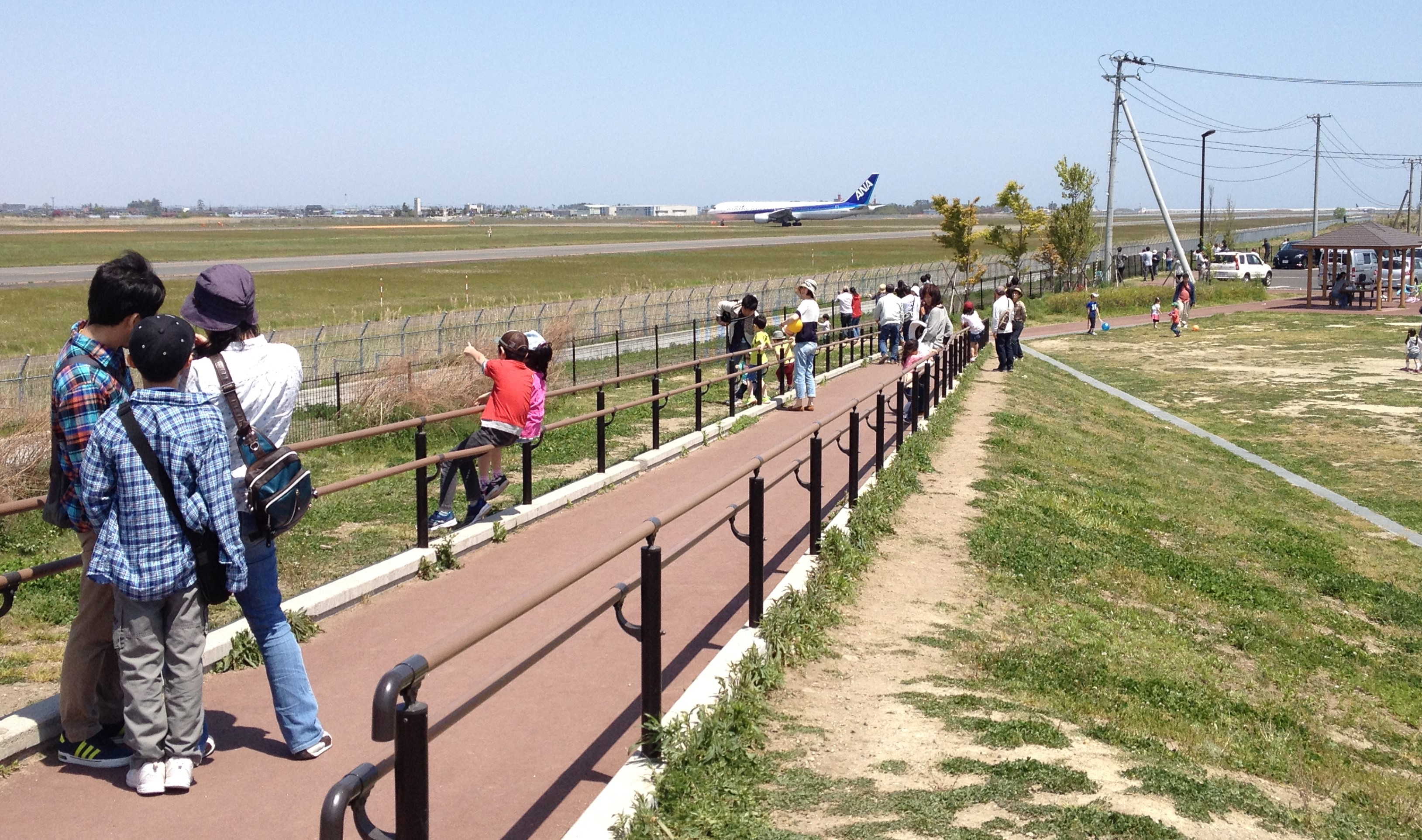
旅客機を見送る人々